# Florencia Lauga
María Florencia Lauga

## Biografía
María Florencia Lauga es una cantante, actriz, escritora, comunicadora, locutora y coach argentina más conocida como María. Su camino profesional comenzó a sus nueve años de edad cuando protagonizó la obra de teatro <Relojes Blandos> e interpretaba a un varón. Es autora de dos libros y creadora del proyecto Poder Decir que la condujo al reconocimiento global. @estoespoderdecir
- Datos: Q24961754
- Multimedia: Florencia Lauga / Q24961754